# Hoplophorella neonominata
Hoplophorella neonominata är en kvalsterart som beskrevs av Subías 2004. Hoplophorella neonominata ingår i släktet Hoplophorella och familjen Phthiracaridae. Inga underarter finns listade i Catalogue of Life.